# Anne-Charlotte d'Ursel
Anne Charlotte Françoise Louise Ghislaine Marie Thérèse gravin d'Ursel (Elsene, 29 november 1967) is een Belgische politica voor de liberale MR.

## Levensloop
D'Ursel behaalde de diploma's van kandidaat in de rechten en licentiate in de politieke wetenschappen aan de ULB. Na haar studies werkte ze tien jaar lang in de media, als journaliste en beheerder van de productiecel bij Radio Contact. 
In 2000 werd d'Ursel politiek actief voor de toenmalige PRL, de voorloper van de MR. Van 2004 tot 2007 werkte ze als parlementair medewerker voor de MR-fractie in het Brussels Hoofdstedelijk Parlement en nadien van 2007 tot 2009 voor de MR-fractie in het Parlement van de Franse Gemeenschap, waar ze werkte rond gezondheid en het beleid voor kleine kinderen. 
Bij de gemeenteraadsverkiezingen van oktober 2000 werd ze verkozen tot gemeenteraadslid van Sint-Pieters-Woluwe en trad onmiddellijk toe tot het schepencollege, als schepen van Jeugd, Kinderdagverblijven, Preventie, Wijkcentra en Middenstand, hetgeen ze zou blijven tot in juni 2004. Na de verkiezingen van oktober 2006 werd d'Ursel opnieuw schepen, ditmaal met de bevoegdheden Burgerlijke Stand, Bevolking, Kinderdagverblijven, Jeugd, Preventie en Wijkcentra. Ze bleef schepen tot eind 2012 en belandde daarna twaalf jaar lang als gemeenteraadslid in de oppositie. Sinds december 2024 is ze gemeenteraadslid binnen de meerderheid. 
Ook werd ze voorzitter van de vzw Prévention-Animations-Jeunesse, gespecialiseerd in de strijd tegen schooluitval en voor de motivering en responsabilisering van jongeren, en werd actief in de werking van andere vzw's als Soleil des Toujours Jeunes, die culturele en sportieve activiteiten organiseert in de strijd tegen vereenzaming van oudere personen, en Villa François Gay, een centrum voor wijkanimatie in de buurt van het Montgomeryplein.
In juni 2009 werd Anne-Charlotte d'Ursel voor het eerst verkozen in het Brussels Hoofdstedelijk Parlement, waar ze nog steeds zetelt. Ze ging er zich toeleggen op mobiliteit,  leefmilieu, netheid en tewerkstelling en was van 2017 tot 2019 voorzitter van de commissie Infrastructuur en van 2019 tot 2024 voorzitter van de commissie Mobiliteit. Van 2019 tot 2024 was d'Ursel eveneens secretaris en sinds 2024 is ze ondervoorzitter van het Brussels Parlement en na de verkiezingen van juni 2024 werd ze als deelstaatsenator afgevaardigd naar de Senaat.

## Familie
D'Ursel is lid van het adellijke geslacht d'Ursel en een dochter van dr. Hervé graaf d'Ursel (1930-2003) en jkvr. Marie-Cecile de Bonvoisin (1934), oud-gemeenteraadslid en oud-voorzitter van het Openbaar Centrum voor Maatschappelijk Welzijn van Sint-Pieters-Woluwe. 
Ze trouwde in 1996 met jhr. Gérald Carpentier de Changy (1952) met wie ze drie zonen kreeg.